# Pravěký svět
Pravěký svět (v anglickém originále Paleoworld) je americký dokumentární seriál vysílaný v letech 1994-1997 pojednávající o životě a vývoji nejrůznějších pravěkých zvířat i člověka.

## Seznam dílů

### První řada (1994)
1. Vzestup predátorů - Eoraptor, Herrerasaurus, Utahraptor, Deinonychus, Velociraptor, Troodon, Rhynchosaurus
2. Letání ptakoještěrů - Pteranodon, Rhamphonychus, Quetzalcoatlus
3. Zpátky do moře - Pakicetus, Basilosaurus, Ambulocetus, Rodhocetus
4. Karnosauři - obří dravci - Albertosaurus, Cryolophosaurus, Carnotaurus, Tyrannosaurus
5. Chybějící články - Homo erectus
6. Mořská monstra - Kronosaurus, Mosasaurus, Ichtyosaurus, Elasmosaurus
7. Příběh ploutví
8. Útok zabijáckých klokanů - Procoptodon, Thylaceo (vačnatý lev), Diprotodon
9. Páření dinosaurů
10. Nesprávná identita
11. Dinosauři doktoři
12. Legendární T-rex
13. Záhady vyhynutí